# Lower Halstow
Lower Halstow est une paroisse civile et un village du Kent, en Angleterre.